# After Burner: Black Falcon
After Burner: Black Falcon — игра серии After Burner, разработанная компанией Planet Moon Studios и выпущена Sega эксклюзивно для портативной консоли PlayStation Portable в 2007 году.

## Сюжет
Операции «Чёрный ястреб» была присвоена первая категория сложности. Одноимённая подпольная организация украла 13 сверхсекретных истребителей нового поколения из ангаров военной базы. На поиск истребителей были отправлены 3 лучших пилота. От их успеха зависит безопасность мира.

## Геймплей
Геймплей After Burner: Black Falcon идентичен другим играм серии After Burner. Игрок должен уничтожать истребители и получать за них очки. У каждого героя имеется своя сюжетная линия. Имеется большой выбор истребителей — 13. Имеется мультиплеер.

## Персонажи
- Билли «Соник» Блейз (англ. Billy «Sonic» Blaze) — пилот ВВС США, в прошлом был гонщиком. Его бывшая подруга «Даймонд» неожиданно присоединилась к организации. Он управляет самолётом McDonnell Douglas F-15E Strike Eagle.
- Харрисон «Балл» Дюк (англ. Harrison «Bull» Duke) — лётчик морской пехоты США. Очень талантливый пилот с сарказмом. Планирует уйти из службы в ближайшее время для работы в частном секторе. Его единственной причиной оказания помощи является получение денег и славы. Он управляет истребителем Lockheed/Boeing F-22 Raptor.
- Томико «Синсэй» Росселлини (англ. Tomiko «Shinsei» Rossellini) — женщина-пилот ВМС США. Её мать была японкой, отец — талантливым пилотом ВМС США на базе «Kadena Naval Air Base» на острове Окинава. Когда она подросла, стала наблюдать за самолётами. Её причина выполнить миссию — доказать всем, что она является единственным кандидатом на эскадрилью. Она управляет истребителем четвёртого поколения Grumman F-14 Tomcat.

## Оценки и мнения
| Сводный рейтинг       | Сводный рейтинг |
| Агрегатор             | Оценка          |
| --------------------- | --------------- |
| GameRankings          | 72,21 %         |
| Metacritic            | 73/100          |
| MobyRank              | 70/100          |
| Иноязычные издания    |                 |
| Издание               | Оценка          |
| AllGame               | [ 4 ]           |
| Eurogamer             | 7/10            |
| G4                    | 4/5             |
| GamePro               | [ 7 ]           |
| GameSpot              | 7,2/10          |
| GamesRadar+           | 6/10            |
| GameZone              | 8/10            |
| IGN                   | 7,9/10          |
| VideoGamer            | 7/10            |
| Русскоязычные издания |                 |
| Издание               | Оценка          |
| «Страна игр»          | 8,0/10          |

Отзывы о игре были положительными. Средняя оценка игры — 7 баллов. Обозреватель из GameSpot хвалил возрождение серии и оставшийся геймплей за всю серию, самолёты, среди недостатков отмечал короткую одиночную игру и надоедающий многопользовательский режим. В итоге он поставил игре 7,2 балла из 10 возможных. Похожие отзывы писали другие сайты и журналы такие как IGN, Metacritic и Eurogamer.
Российский журнал «Страна игр» оценил игру в 8 баллов из 10.